# سیارک ۱۱۰۰۲
سیارک ۱۱۰۰۲ (به انگلیسی: 11002 Richardlis، نامگذاری:1979MD1) یازده هزار و دومین سیارک کشف شده‌است که در ۲۴ ژوئن ۱۹۷۹ کشف شد.
قدر مطلق سیارک برابر ۱۳٫۰۰ است.